# Cementerio de los Insurgentes
El Cementerio de los Insurgentes Es el cementerio más antiguo de la ciudad de Belgrado, la capital de la República de Serbia. Se encuentra en el parque Karađorđev en Vracar. El cementerio contiene los cuerpos de los insurgentes muertos durante el asedio de Belgrado en el Primer Levantamiento Serbio en 1806. De las tumbas de 50 insurgentes, enterrados sin ataúd y sin brazos, 12 lápidas son las que aún permanecen.